# ميثاق القوى الأربع
ميثاق القوى الأربع، المعروف أيضًا باسم الاتفاقية الرباعية، كان معاهدة دولية تم توقيعها بالأحرف الأولى في 7 يونيو 1933 وتم التوقيع عليها في 15 يوليو 1933 في قصر فينيزيا، روما. لم يصادق البرلمان الفرنسي على الاتفاقية. 

## خلفية
على خلفية الكساد الكبير وصعود النازيين إلى السلطة، دعا بينيتو موسوليني إلى إنشاء ميثاق القوى الأربع في 19 مارس 1933 كوسيلة أفضل لضمان الأمن الدولي. بموجب الخطة، سيكون للدول الأصغر صوت أقل في سياسات القوى العظمى. وقع ممثلو بريطانيا وفرنسا وألمانيا وإيطاليا نسخة مصغرة من اقتراح موسوليني لميثاق القوى الأربع.
كان الدافع الرئيسي لموسوليني في اقتراح الاتفاقية هو رغبته في توثيق العلاقات مع فرنسا. على الرغم من أن هدف موسوليني ربما كان تهدئة أعصاب أوروبا، إلا أن الاتفاق تسبب في الواقع في النتيجة المعاكسة. وأكدت من جديد التزام كل دولة بميثاق عصبة الأمم ومعاهدات لوكارنو وميثاق كيلوغ برييان.
كان القصد من المعاهدة أن تكون حلاً لقضية القوى السيادية التي تجتمع وتعمل بطريقة منظمة، وهو ما كان هدف عصبة الأمم. كان هدف موسوليني هو تقليص قوة الدول الصغيرة في عصبة الأمم من قبل كتلة من القوى الكبرى.
لم يكن لميثاق القوى الأربع أهمية كبيرة، لكنه لم يكن خاليًا تمامًا من الأهمية.  كان من المفترض أن يكون اتفاق القوى الأربع حلاً لاستغلال ميزان القوى، الأمر الذي كان يهم إيطاليا.
ومع ذلك، واجهت الاتفاقية تكهنات في فرنسا وألمانيا. نظرًا لأن لندن وروما كانتا قريبتين بدرجة كافية للتوسط بين باريس وبرلين، فقد شعرت فرنسا بالقلق بشكل مبرر.

## نتيجة
الوثيقة التي تم التوقيع عليها لا تشبه كثيرا الاقتراح الأولي. من الناحية العملية، أثبت ميثاق القوى الأربع أنه قليل الأهمية في الشؤون الدولية، لكنه كان أحد العوامل المساهمة في ميثاق عدم الاعتداء الألماني البولندي عام 1934. 
لقد قيل إن اتفاقية القوى الأربع كان من الممكن أن تحمي ميزان القوى الأوروبي على أمل تحقيق التوازن بين السلام والأمن في أوروبا. ومع ذلك، كان الكساد الكبير يضرب أوروبا، كما أن صعود هتلر إلى السلطة جعل الفكرة غير مرجحة. ضعف اعتماد بولندا على فرنسا، وظهرت مواقف مختلفة من الاتفاقية بين بولندا وتشيكوسلوفاكيا. أعربت بولندا والوفاق الصغير عن معارضة مراجعة ميثاق القوى الأربع، كما يتضح من التخفيف الفرنسي للاتفاق في هذا الشكل النهائي. من الواضح أن اتفاق القوى الأربع كان له تأثير سلبي على حلفاء فرنسا في وسط وشرق أوروبا. 

## دور هتلر
كان صعود أدولف هتلر إلى السلطة سببًا مناسبًا لاقتراح ترتيبات بديلة للسلطة. ومع ذلك، فإن ما بدأ كبديل لعصبة الأمم انتهى بإعادة تأكيد الإخلاص لتلك المؤسسة الفاشلة. كان هتلر على استعداد لقبول الانتصار المجاني لموت عصبة الأمة.  سرعان ما فشل الاتفاق، لكن بريطانيا، على وجه الخصوص، لم تتجاهل بسهولة فكرة الميثاق. أدى انسحاب ألمانيا من الميثاق إلى تعليقه.
كان للميثاق تأثير كبير على القانون الحديث. لمدة ست سنوات، قامت بريطانيا بمحاولات عبثية لإنجاحه بأي ثمن تقريبًا، لكن فشل ميثاق القوى الأربع كان بمثابة تحذير من انسحاب ألمانيا المستمر من العلاقات الدبلوماسية مع فرنسا وبريطانيا في التحضير للحرب العالمية الثانية. 

## ملحوظات
1. ↑  David G. Williamson. "War and Peace: International Relations 1878-1941". 2009. Hodder Education.
2. ↑  Albrecht-Carrie، Rene؛ Jarausch، Konrad Hugo (يناير 1967). "The Four Power Pact, 1933". The American Historical Review. ج. 72 ع. 2: 571. DOI:10.2307/1859293. JSTOR:1859293.
3. 1 2  Mazur, Z. "Pakt Czterech." The American Historical Review, Vol. 86, No. 4. (October 1981), p.880
4. ↑  Wallace, W. V. "International Affairs" Royal Institute of International Affairs, Vol. 43, No. 1. (Jan., 1967), pp. 104-105

## روابط خارجية
- عصبة الأمم عام 1933